# Gordon Hewart
Gordon Hewart, 1. wicehrabia Hewart (ur. 7 stycznia 1870, zm. 5 maja 1943) – brytyjski prawnik i polityk, członek Partii Liberalnej, minister w rządach Davida Lloyda George’a.

## Życiorys
Był synem Gilesa Hewarta. W 1891 r. ukończył University College na Uniwersytecie Oksfordzkim. Początkowo pracował jako dziennikarz. W 1902 r. rozpoczął praktykę adwokacką w Inner Temple. W 1912 r. został Radcą Króla. W 1913 r. został wybrany do Izby Gmin w wyborach uzupełniających w okręgu Leicester. Od 1918 r. reprezentował okręg wyborczy Leicester East.
W 1916 r. otrzymał tytuł szlachecki i został Radcą Generalnym. Rok później został ławnikiem Inner Temple. W 1918 r. wszedł w skład Tajnej Rady. W latach 1919–1922 był prokuratorem generalnym. Od 1921 r. wchodził w skład gabinetu. W parlamencie zasiadł do 1922, kiedy to został kreowany baronem Hewart i zasiadł w Izbie Lorów.
Również w 1922 r. został Lordem Najwyższym Sędzią oraz prezesem Sądu Odszkodowań Wojennych. To drugie stanowisko piastował do 1929 r. Na stanowisku Lorda Najwyższego Sędziego pozostał do roku 1940. Po przejściu na emeryturę otrzymał tytuł wicehrabiego Hewart. W 1938 r. został skarbnikiem Inner Temple.
Lord Hewart orzekał w dwóch słynnych sprawach. W 1924 r. wydał wyrok w sprawie Król vs. Sędziowie z Sussex, ex parte McCarthy, w którym ustanowił zasadę, że samo podejrzenie stronniczości wystarcza do uchylenia sądowej decyzji. W uzasadnieniu wyroku lord Hewart sformułował maksymę nie wystarczy, by sprawiedliwości stało się zadość, musi być także widoczne, że sprawiedliwości stało się zadość ("Justice must not only be done; it must also be seen to be done"). W 1931 r. Hewart prowadził sprawę Król vs. Wallce, która jest jedynym przypadkiem, kiedy sąd apelacyjny unieważnił wyrok skazujący wydany przez sąd niższej instancji (sądy apelacyjne orzekają odnoście decyzji sędziowskich, w tym przypadku orzeczenie dotyczyło werdyktu ławy przysięgłych).

## Życie prywatne
29 grudnia 1934 r. poślubił Jean Stewart i miał z nią dwoje dzieci, córkę Katherine Mary oraz syna Hugh Vaughana, późniejszego 2. wicehrabiego Hewart.